# عشائر البدور
البدور عشائر عربية عراقية تنتسب إلى قبيلة عنزة، وموطنهم في منطقة القطيعة في قضاء البطحاء في محافظة ذي قار جنوب العراق، ونخوتهم أولاد بدر. من فخذ آل رشيد الذين هم شيوخ البدور.

## عشائر البدور
وفقاً لموقع عمار الحكيم المنشور يوم 8 شباط سنة 2018 أن شيخ البدور العام حيدر عابر فهد الشرشاب، من فخذ آل رشيد الذين هم شيوخ البدور. وفي 8 حزيران سنة 2018 ذكر موقع الأنباء أن شيخ عموم البدور هو حسام فهد الشرشاب، وذكر موقع ناس نيوز الإخباري في 3 تشرين الأول سنة 2019 أن الشيخ العام للبدور هو عدي آل عابر فهد الشرشاب.
- عشيرة آل زويد: ينتسبون إلى جدهم زويد، وفيهم عدة أفخاذ:

1. فخذ آل رشيد: شيخهم حيدر عابر فهد شرشاب، وهم شيوخ البدور.
2. فخذ آل جبر: شيخهم قاسم كزار ياسر زبيل.
3. فخذ آل شدة : شيخهم مانع حملان المنشد.
4. فخذ آل سعد: شيخهم محمد عناد الحديدي.
5. فخذ آل حمد: شيخهم حيال عبث الظاهر.
6. فخذ آل راشد: شيخهم نايف بن بزيع منشد.
7. فخذ آل طاهر: شيخهم دبيسان خريبط عمير.
8. فخذ آل بهيدل: شيخهم رهيف شاطي الخليف.

- عشيرة آل رسن: أفخاذهم هي:[8]

1. فخذ ال خليل
2. فخذ آل عويمر
3. فخذ آل مبارك
4. فخذ آل حميدان

- عشيرة آل نجم: ينتسبون إلى جدهم نجم، وشيخهم هو عجيل فلغوص العشيش، وأفخاذهم هي:

1. فخذ آل عشيش: ومن هذا الفخذ رؤساء عشيرة آل نجم.
2. فخذ آل خالد: شيخهم مانع الحوشان.
3. فخذ الخليفة: شيخهم جولان الشباط.
4. فخذ آل كربول: شيخهم محمد غانم الشلاش.
5. فخذ العويليين:شيخهم حسين العلي المدعث.

- عشيرة الفواز: ينتسبون إلى جدهم فوّاز، وشيخهم هو راشد شويخ آل مهاوش، وأفخاذهم هي:

1. فخذ الهرموش: وهم رؤساء عشيرة الفواز.
2. فخذ آل مرتضى: شيخهم نواف الفنطل.
3. فخذ آل حسين: شيخهم حسين ياسر المانع.
4. فخذ آل سعيد: شيخهم كريم خلاف السمرمد.
5. فخذ آل عبرة: شيخهم علي شايع الحطاب.
6. فخذ آل جمعة: شيخهم مسير جياد الصوين.[9]

## في الكويت
قال عبد العزيز بن مساعد الياسين في كتابه (كشاف الألقاب) عن لقب البدري "منسوب للبدور، و(البدور)" عشيرة من عنزة…وفي الكويت هناك عدة أسر حضرية تنتمي لعشيرة البدور، منهم أسرة بوراشد، من العثامنة من عشيرة البدور، وآخرون غيرهم".